# Schizorhina
Schizorhina är ett släkte av skalbaggar. Schizorhina ingår i familjen Cetoniidae.
Kladogram enligt Catalogue of Life:
| Schizorhina | \| \| Schizorhina atropunctata \| \| \| \| \| \| Schizorhina immaculata \| \| \| \| |
|             | \| \| Schizorhina atropunctata \| \| \| \| \| \| Schizorhina immaculata \| \| \| \| |
|             | Schizorhina atropunctata                                                            |
|             |                                                                                     |
|             | Schizorhina immaculata                                                              |
|             |                                                                                     |